# Pod Dalnią

Dzielnice i osiedla Kielc, os. Pod Dalnią ma na mapie nr 12

Pod Dalnią – osiedle w Kielcach. Leży na północnym zachodzie Kielc u stóp Karczówki, pomiędzy osiedlami Czarnów, Ślichowice i Gwarków. Za granice uważa się ulice: Naruszewicza, Szajnowicza-Iwanowa i Piekoszowską. Natomiast sąsiednie osiedle mieszkaniowe Gwarków, budowane od 2000 roku i składające się z 9 kilkupiętrowych budynków administrowanych przez spółdzielnię Słoneczna, mieści się na obszarze ograniczonym ulicami Piekoszowską, Kazimierza Wielkiego i Grunwaldzką.
Osiedle Pod Dalnią ma charakter mieszkalny. Większość bloków została zbudowana w II połowie lat 80. XX wieku z tzw. wielkiej płyty (spółdzielnia Domator). Na terenie osiedla znajduje się Szkoła Podstawowa nr 34 im. Adama Mickiewicza, sklepy, place zabaw oraz pojedyncze domki jednorodzinne na obrzeżach osiedla. Wszystkie zabudowania leżą na stokach wzniesienia, na wysokości od ok. 278 do ok. 301 m n.p.m. Osiedle leży na terenie parafii pw. Miłosierdzia Bożego. Obszar, na którym znajduje się obecnie osiedle, należy do Kielc od 1930 roku.
Nazwa osiedla pochodzi od góry Dalni (310 m n.p.m.), która znajduje się w zachodniej części Kielc, pomiędzy Karczówką a Grabiną, na płd.-zach. od osiedla. Jest to wzgórze połowicznie zadrzewione.
Dojazd autobusami linii: 8, 18, 25, 26, 27, 29, 46, 102, 108, 114, N1. Ponadto, na terenie osiedla znajduje się pętla autobusowa (od 19.12.2022 Os. Pod Dalnią; wcześniej Szajnowicza-Iwanowa/Puscha), która jest końcowym przystankiem dla linii 112.
W pobliżu osiedla przebiega droga wojewódzka nr 786 (ulica Grunwaldzka i aleja Szajnowicza-Iwanowa).

## Ulice osiedla
- Meissnera
- Króla Władysława Jagiełły (dawna Połowniaka)
- Szajnowicza-Iwanowa
- Naruszewicza
- Piekoszowska